# Kathedrale von Culiacán

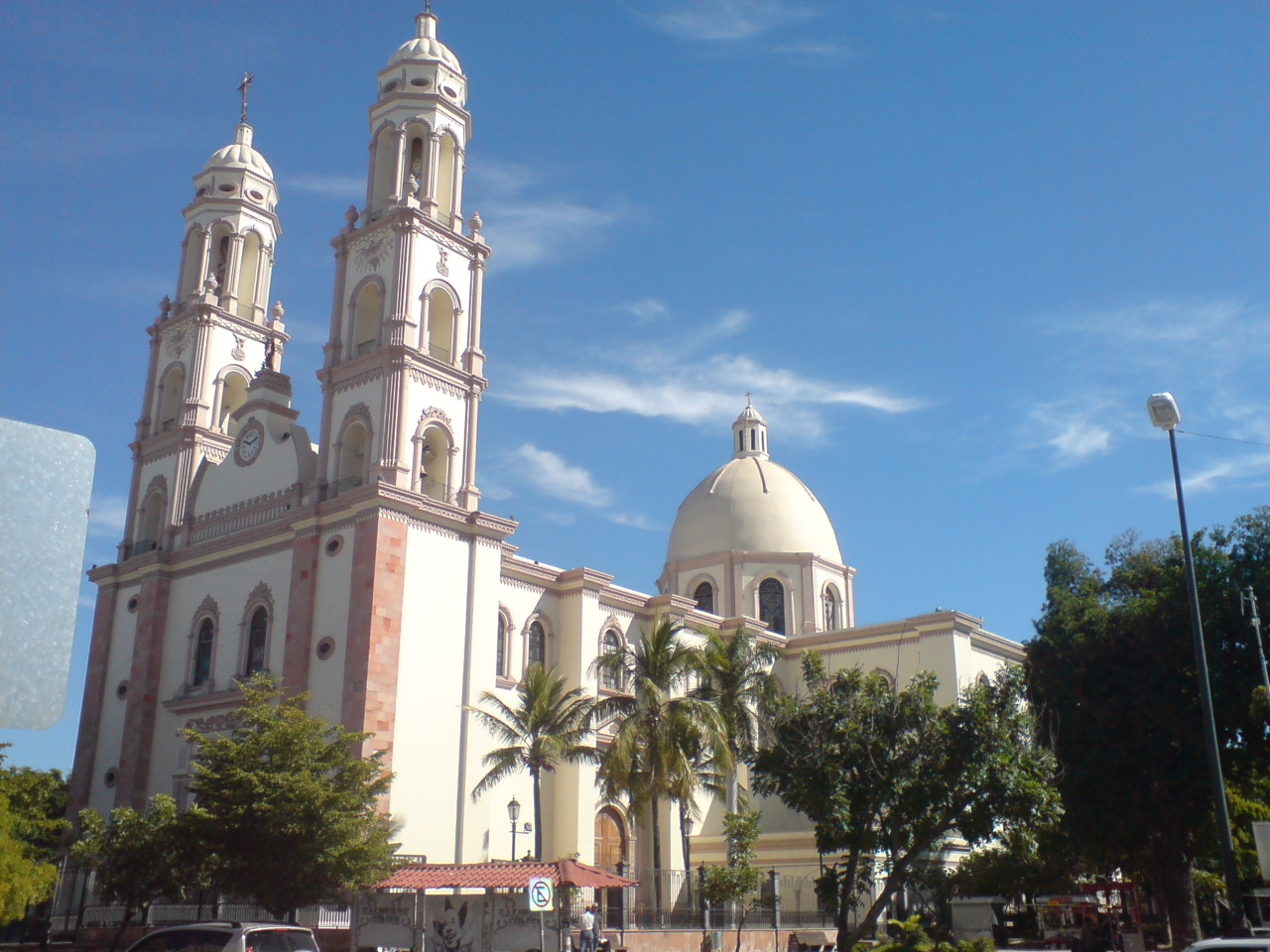
Seitenfassade der Kathedrale

Die Kathedrale von Culiacán, auch Kathedralbasilika Unserer Lieben Frau vom Rosenkranz (spanisch Catedral Basílica de Nuestra Señora del Rosario), ist eine römisch-katholische Kirche in Culiacán, Hauptstadt des mexikanischen Bundesstaats Sinaloa. Die Kathedrale des Bistums Culiacán ist Maria unter dem Patrozinium des Rosenkranzes gewidmet. Sie ist als älteste Kirche der Gemeinde als historisches Denkmal geschützt.

## Geschichte
Am 12. Mai 1842 begann der Bau auf Initiative des siebten Bischofs von Sonora, José Lázaro de la Garza y Ballesteros, und wurde 1855 abgeschlossen. Mit Schaffung des Bistums von Sinaloa durch Gebietsabtretung, seit 1959 mit dem heutigen Namen, wurde die Kirche zur Kathedrale erhoben. Die Kathedrale erhielt durch Papst Paul VI. 1974 zusätzlich den Titel einer Basilica minor verliehen.

## Bauwerk
Die Kathedrale hat eine klassizistische Architektur mit Einflüssen des Barocks. Die Fassade zeigt verschiedene Einlegearbeiten aus rosa Bruchstein. Hinter der Doppelturmfassade öffnet sich eine einschiffige Kirche, die sich am höhengleichen Querhaus weitet. Die Beleuchtung erfolgt über die Vierungskuppel auf einem hohen Tambour mit einer Laterne.